# Charles Romel Banda
Charles Romel Banda (* 22. November 1956) ist ein sambischer Politiker des Forum for Democracy and Development (FDD) sowie zurzeit der Patriotic Front (PF).

## Leben
Banda absolvierte ein grundständiges Studium sowie ein postgraduales Studium im Fach Massenkommunikation, das er zunächst mit einem Bachelor of Arts (B.A. Mass Communication) sowie anschließend mit einem Master of Arts (M.A. Mass Communication) abschloss. Danach war er als Journalist tätig. Bei der Wahl 2001 wurde er als Kandidat des Forum for Democracy and Development (FDD) zum Mitglied der Nationalversammlung Sambias gewählt und vertrat dort bis zur Wahl 2006 den Wahlkreis Kaumbwe.
2012 wurde er vom damaligen Präsident Michael Sata als Vertreter der Patriotic Front (PF) für einen der acht vom Präsidenten zu vergebenden Sitze der Nationalversammlung Sambias benannt. Zugleich wurde er im Februar 2012 von Präsident Sata auch zum Provinzminister für die Ostprovinz in dessen Kabinett berufen. Nach dem Tode Satas am 28. Oktober 2014 behielt er dieses Amt auch im Kabinett dessen kommissarischen Nachfolgers Guy Scott sowie im Kabinett von Edgar Lungu, der am 25. Januar 2015 das Amt des Präsidenten übernahm.
Bei der Wahl am 11. August 2016 wurde Banda als Kandidat der PF im Wahlkreis Kapoche wieder zum Mitglied der Nationalversammlung gewählt und übernahm daraufhin im September 2016 im Kabinett Lungu den Posten als Minister für Tourismus und Künste. Neuer Provinzminister für die Ostprovinz wurde daraufhin Makebi Zulu.